# Northglenn
Northglenn ist eine Stadt im Adams County und Weld County im US-Bundesstaat Colorado, Vereinigte Staaten. Das U.S. Census Bureau hat bei der Volkszählung 2020 eine Einwohnerzahl von 38.131 ermittelt; die Flächenausdehnung der Stadt beträgt 19,4 km².

## Geschichte
Im Frühjahr 1959 hatte das Unternehmen Perl-Mack Co. seine Planungen abgeschlossen, nördlich von Denver ein neues Wohngebiet entstehen zu lassen. Einrichtungen für Handel und Industrie sollten ebenso wie Schulen und Freizeitstätten um ein regionales Einkaufszentrum herum errichtet werden. Am 30. Juni 1959 besuchten mehr als 15.000 Interessenten die ersten fünf Musterhäuser. 1962 hatte die sich entwickelnde Siedlung bereits etwa 10.000 Einwohner in 3.000 Haushalten. Das zentrale Einkaufszentrum eröffnete unter dem Namen Northglenn Mall im Jahr 1968. Am 18. April 1969 wurde Northglenn offiziell zur Stadt erhoben.
Das für die anfängliche Planung und Entwicklung der Stadt bedeutende Einkaufszentrum begann in den 1990er Jahren zu verfallen, nachdem es zunächst ansässige Geschäfte und in der Folge immer mehr Kunden verloren hatte. Es wurde 1999 abgerissen; inzwischen ist an dessen Stelle ein neues Geschäfts- und Gastronomiezentrum entstanden.